# Tommy Zethraeus
Tommy Zethraeus (numera Tommy Eriksson, tidigare även Tommy Belmonte), född 28 maj 1969 i Botkyrka, är en svensk massmördare som dömdes till livstids fängelse för Stureplansmorden 1994. Han frigavs i december 2020 efter att ha suttit 26 år i fängelse.

## Stureplansmorden
Natten till söndagen den 4 december 1994 råkade Tommy Zethraeus, 25, och Guillermo Marquez Jara, 23, samt vännen Farshad Doosti, 21, i gräl med dörrvakterna på restaurang Sturecompagniet på Stureplan i Stockholm. De åkte hem och strax efter klockan 5 på morgonen återkom de med en norsk automatkarbin av typen AG-3 (den norska varianten av Heckler & Koch G3). Zethraeus var den som höll i vapnet när det avfyrades mot Sturecompagniets entré. Fyra människor dödades: Katinka (21), Daniella Josberg (22), Kristina (21) och dörrvakten Joakim (22). Över 20 skadades. 
I tre och ett halvt dygn befann sig Zethraeus och Marques Jara på flykt, jagade av polisen i hela Sverige. Onsdagen den 7 december kunde polisen gripa de två vid en vägspärr intill Drottningholms slott efter ett tips.

## Hallhärvan
Hösten 2002 greps Tommy Zethraeus inne på Hallanstalten tillsammans med andra kriminella i den så kallade Hallhärvan och dömdes sedermera till 10 års fängelse utöver det livstidsstraff han redan avtjänade för Stureplansmorden. Tommy Zethraeus dömdes tillsammans med andra kriminella för narkotikabrott, stämpling till grovt rån och medhjälp till grova vapenbrott. Målet handlades till slut av Högsta domstolen då den enda bevisningen i målet bestod av telefonsamtal. Målet blev ett mycket viktigt prejudikatmål för polisen och åklagarna då ovissheten avseende bevisvärdet av avlyssnade telefonsamtal till slut avgjordes. Idag är det lagenligt att använda den här typen av överskottsinformation för polis och åklagare vid brottmål utan så kallad stödbevisning.

## Strafftid
Den 10 februari 2009 fick Zethraeus avslag på sin begäran om att få sitt straff tidsbegränsat. I och med att han har fortsatt att begå brott under sin tid på Kumlaanstalten hade hans chanser att få tidsbegränsat straff försämrats. Den 25 oktober 2010 fick han ännu ett avslag på en begäran att få sitt straff tidsbegränsat.
Den 11 februari 2014 beslutade Örebro tingsrätt att Zethraeus skulle få sitt straff tidsbestämt till 33 år vilket betydde att han kunde släppas villkorligt under 2016. Åklagaren överklagade dock tingsrättens dom och den 1 september 2014 kom hovrättens besked om att Zethraeus skulle komma få sitta kvar på livstid.
Zethraeus fick sedan i mars 2016 livstidsstraffet omvandlat till 36 års fängelse. Tingsrätten motiverade beslutet med Zethraeus vilja till positiva förändringar av livsval och personlighet. Zethraeus skulle då enligt tingsrättens beslut bli villkorligt frigiven under slutet av 2018.
Den 26 augusti 2016 rev Göta hovrätt upp Örebro tingsrätts beslut om tidsbestämt straff och därmed satt Zethraeus fortsatt på livstid. HD beslutade den 23 februari 2017 att inte ta upp fallet, vilket verkställde hovrättens dom.
Den 6 november 2018 beslutade Örebro tingsrätt att omvandla livstidsstraffet till 39 års fängelse och han frigavs villkorligt från fängelset i december 2020 efter att ha avtjänat två tredjedelar av straffet.
I december 2020 blev Tommy Zethraeus frigiven efter att ha avtjänat 26 år i fängelse. 